# 三好成行

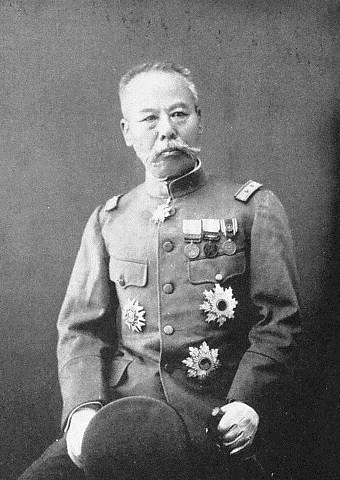
三好成行

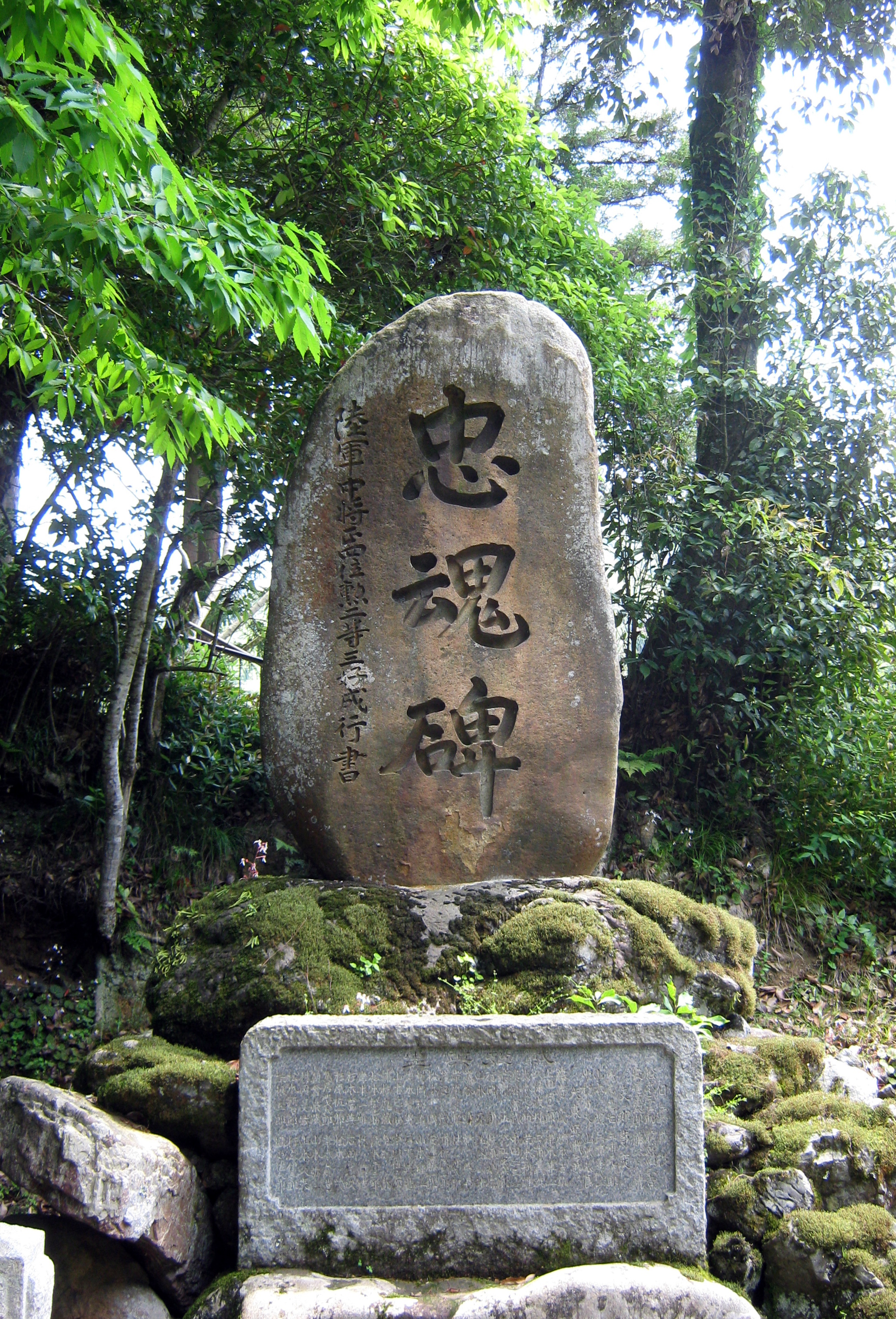
三好成行書による忠魂碑、鞍馬神社境内、京都市左京区

三好 成行（みよし なるゆき/しげゆき、旧字体：三好 成󠄁行、1845年11月6日（弘化2年10月7日） - 1919年（大正8年）10月17日）は、明治期の日本の陸軍軍人。最終階級は陸軍中将。男爵。

## 経歴
長州藩士の家に生まれる。幕末の四国艦隊下関砲撃事件などに参戦。
明治維新後は陸軍に入り、1887年（明治20年）4月、歩兵大佐となる。1888年（明治21年）6月、歩兵第7連隊長に就任し日清戦争に出征した。1895年（明治28年）8月、陸軍少将に進級し歩兵第6旅団長となる。1897年（明治30年）5月から翌年5月まで威海衛占領軍司令官を兼務した。
1900年（明治33年）4月、近衛歩兵第1旅団長となり、1901年（明治34年）5月22日、陸軍中将に進むと同時に予備役編入となった。1903年12月1日、後備役となる。日露戦争勃発に伴い召集され、1904年（明治37年）2月、留守第2師団長に就任。1905年（明治38年）1月、後備第2師団長に発令され、韓国北部平定作戦に出征。同年11月、召集解除となった。1908年（明治41年）4月1日、陸軍を退役。
1907年（明治40年）9月21日、その功績により男爵の爵位を授爵し華族となった。
1916年（大正5年）から1918年（大正7年）まで大日本武徳会第6代会長を務めた。

## 栄典
位階
- 1894年（明治27年）10月10日 - 正五位[5]
- 1899年（明治32年）11月20日 - 従四位[6]
- 1901年（明治34年）7月1日 - 正四位[7]
- 1916年（大正5年）9月30日 - 従三位[8]

勲章等
- 1895年（明治28年）9月20日 - 功四級金鵄勲章[9]
- 1897年（明治30年）11月25日 - 勲二等瑞宝章[10]
- 1906年（明治39年）4月1日 - 功三級金鵄勲章、勲一等旭日大綬章、明治三十七八年従軍記章[11]
- 1907年（明治40年）9月21日 - 男爵 [12]
- 1915年（大正4年）11月10日 - 大礼記念章[13]

## 親族
- 娘婿 飯田祥二郎（陸軍中将）